# Miklóirtás
Miklóirtás (Lăzăreni) település Romániában, a Partiumban, Bihar megyében.

## Fekvése
Nagyváradtól délre, Magyarcsékétől nyugatra, Félixfürdőtől délkeletre, Oláhgyepes és Magyargyepes közt fekvő település.

## Története
Nevét 1808-ban Lazur (Mikló-), Lazuri néven említette először okirat.
1851-ben Mikló-Lazúr, 1888-ban Mikló-Lázur, 1913-ban Miklóirtás néven írták.
1851-ben Fényes Elek írta a településről: "Mikló-Lazúr, Bihar vármegyében, a hegyek közt...12 római katolikus, 6 református, 412 óhitű lakossal, anyatemplommal. Bírja a váradi deák püspök."
1910-ben 603 lakosából 32 magyar, 545 román volt. Ebből 16 római katolikus, 9 református, 570 görögkeleti ortodox volt.
A trianoni békeszerződés előtt Bihar vármegye Magyarcsékei járásához tartozott.